# Taisija Dounar
Taisija Iwanauna Dounar (biał. Таісія Іванаўна Доўнар, ros. Таисия Ивановна Довнар, Taisija Iwanowna Downar; ur. 15 października 1944 w Szacku) – białoruska prawniczka, wykładowczyni, doktor nauk prawniczych (odpowiednik polskiego stopnia doktora habilitowanego), profesor.

## Życiorys
Urodziła się 15 października 1944 roku we wsi Szack, w rejonie puchowickim obwodu mińskiego Białoruskiej SRR, ZSRR. W 1973 roku ukończyła Białoruski Uniwersytet Państwowy (BUP). Od 1976 roku pracowała jako wykładowczyni, od 1988 roku docent. W 1997 roku uzyskała stopień doktora nauk prawniczych (odpowiednik polskiego stopnia doktora habilitowanego). Od 1998 roku była profesorem Katedry Teorii i Historii Państwa i Prawa BUP. W swojej pracy naukowej zajmuje się badaniami etapów, cech charakterystycznych i tendencji rozwoju prawa od XIV do XVII wieku na ziemiach, które obecnie wchodzą w skład Białorusi, osobliwości kodyfikacji prawodawstwa w XVI wieku, historii prawnej i kultury prawnej. Jest autorką prac naukowych na temat historii konstytucyjnego, kryminalnego, cywilnego (rzeczowego, umów, gwarancyjnego, spadkowego i innych).

## Prace
- (we współautorstwie, m.in. z Iosifem Jucho): Statut Wialikaha Kniastwa Litouskaha 1588: Teksty. Dawiednik. Kamientaryi. 1989. (biał.). Brak numerów stron w książce;
- (z W. A. Szaukaplas): Ugołownoje prawo fieodalnoj Biełarusi (XV–XVI ww.). Mińsk: 1995. (ros.). Brak numerów stron w książce;
- (z A. F. Wisznieuskim): Istorija gosudarstwa i prawa Biełarusi (1917–1996 gg.). Mińsk: 1996. (ros.). Brak numerów stron w książce;
- Kratkij oczerk istorii gosudarstwa i prawa Riespubliki Biełaruś: (Posleoktiabrskij pieriod). Mińsk: 1997. (ros.). Brak numerów stron w książce;
- (we współautorstwie): Kryminalnaje prawa Biełarusi: (Zakon, złaczynstwa, adkaznasć). Mińsk: 1997. (biał.). Brak numerów stron w książce;
- Hramadzianskaje prawa fieadalnaj Biełarusi XV–XVI stst.. Mińsk: 1997. (biał.). Brak numerów stron w książce;
- Razwiccio asnounych instytutau hramadzianskaha i kryminalnaha prawa Biełarusi u XV–XVI stst.. Mińsk: 2000. (biał.). Brak numerów stron w książce;
- (we współautorstwie): Dahawory i hramaty jak krynicy biełaruskaha fieadalnaha prawa. Mińsk: 2000. (biał.). Brak numerów stron w książce;
- Historyja kanstytucyjnaha prawa Biełarusi. Mińsk: 2001. (biał.). Brak numerów stron w książce;
- (z Ryhorem Wasilewiczem i Iosifem Jucho): Historyja kanstytucyjnaha prawa Biełarusi. Mińsk: 2001. (biał.). Brak numerów stron w książce;
- Kanstytucyjnaje prawa Biełarusi fieadalnaha pieryjadu: (Pa Statutach WKŁ 1529, 1566, 1588 hh.). Mińsk: 2001. (biał.). Brak numerów stron w książce;
- Pomniki prawa Biełarusi fieadalnaha pieryjadu. Mińsk: 2001. (biał.). Brak numerów stron w książce.